# Cytus II
『Cytus II』（サイタス ツー）は、台湾のゲーム企業・Rayarkが開発・発売した音楽ゲーム。iOSとAndroid向けに、2018年にリリースされた。

## 概要
2012年にリリースされた同社の音楽ゲーム「Cytus」の正式な続編となる作品。
2015年12月に、初めてのティザームービーが公開された。それ以来長らく情報が途絶えていたが、2017年12月に台北で開催されたイベント「Rayarkカーニバル - RayarkCon 2017」にて、2018年1月にリリースすることを発表し、同年12月に公式サイトをオープン、2018年1月18日にiOS版を配信し、同年3月8日にはAndroid版をVer.1.1としてリリースした。以後もアップデートが続けられ、ストーリーや楽曲、キャラクターが追加されている。Ver.3.0にて一部キャラクターに声優が追加された。
Ver.5.0.9現在のプレイアブルキャラクターは25人（無料8人）。
Ver.3.2現在の楽曲数は308曲（無料92曲）、譜面数は940譜面（無料276譜面）である。

## ストーリー
遠い未来。ネットワーク通信と仮想現実の技術が発展し、人々の生活には現実世界とは別のバーチャル世界が浸透している。人々は耳の後ろに装着されたデバイスで簡単にバーチャル世界にログインできるようになった。その中でも、世界最大のバーチャル空間として存在しているのがテクノロジー企業「A.R.C.」が開発した「cyTus」である。cyTusは人間の神経に直接接続をするため、現実と同じ五感を得ることができる、画期的な技術を利用していた。
そんなcyTusで一際大きな人気を集めているアーティストがいた。その名はÆsir。だが、その正体は謎のまま。世界的な人気があるにもかかわらず、表舞台には一度も姿を現したことがなかった。
ある日、Æsirが主催となるフェス「Æsir-FEST」の開催が発表された。待ちに待っていた本人が登場するという話に、cyTusのユーザーたちは歓喜した。
しかし、フェス終了後の観客たちの反応はさまざまであった。観客全員が、フェスに関しての明確な記憶がなかったのである。SNS「iM」上では、フェスやÆsirに関して議論が繰り広げられていたが、明確な結論は出ないままだった。
物語はこの状況下、大人気歌手のPAFF、人気実況者のNEKO#ΦωΦ、ロボットのROBO_Head、A.R.C.で働くギタリストXenon、古代楽器の演奏家ConneR、新生バンドのボーカルCherry、バーを営む元ベーシストJOE、ROBO_Headの製作者Nora、全ての真実を知る存在Ivy、"外"の世界の探査隊の隊長Sager、Sagerの部下の謎多き研究員Rin、SagerとRinのペットであるBo Bo、世界の中心となる機能を持つ存在Vanessa、そして「復興阻止計画」と深い関連のあるアーキテクトIlkaの13人と1匹を中心として進んでいく。さらにコラボレーションキャラクターとして、Xenonが「チップの世界」で出会った不思議な少女Alice、ピアノの名手Hans、バーチャルアイドルのMiku、バーチャルYouTuberのKizuna AI、バーチャルシンガーのKaf、「Arc Nights」のAmiyaも外伝的にストーリーに関与する。また、謎のキャラクターGraff.Jの正体とは…。

### Ver.1.0
Æsir-FESTを終えたPAFFは、歌手デビュー7周年を記念して「7th PAFFCON」を開催することになる。普段ステージ以外では姿を現さない彼女がiM上でも投稿をはじめ、ファンたちはますます期待を寄せるようになる。しかし、まさに7th PAFFCONのアンコールステージでの歌唱中、PAFFは突然意識を失い倒れてしまう。ライブはそのまま中止となってしまった。翌日には意識を取り戻すが、しばらくの間入院し、活動の休止を余儀なくされてしまう。
NEKO#ΦωΦ（以下「NEKO」）は自宅でゲーム実況を配信しつつ、作曲をする日々を過ごしていた。以前同じ事務所にいたPAFFのことを目の敵にするNEKOは、iM上でも彼女の非難を続け、炎上の的となっていた。Æsirの噂を聞きつけたNEKOは、ある日、Æsirを呼び寄せようと配信を始める。だが、この配信中に彼女にかかってきた電話によって大規模な通信障害が発生、視聴者に深刻な被害をもたらす。そして、この障害の主犯と疑われたNEKOは、地区管轄組織「管理局」によって捕らわれの身となってしまった。
ROBO_Headはネット上のニュースを引用して紹介しながら、ラジオ配信などでファンと交流をしていた。iM上でÆsirについての議論が続く中、自身のメモリ上にも破損したÆsir-FESTのデータが残存していることに気付く。彼は復旧を試みるが、その途中でフェス中にNEKOと同様のネットワーク障害が発生したことが明らかになった。復元されたデータには、確かにÆsirの姿があり、フェスが開催されていたことが証明された。しかし、誰がフェスの記憶が操作したのかは依然不明であった。
A.R.C.のセキュリティ部門で働くXenonは、管理局への出張を終え帰還したが、そこで地区「Node03」で跋扈する人身売買集団の調査を委任される。それとほとんど同時期に、自身のメールボックスに差出人不明のメールが届くようになる。どうやらÆsir-FESTと同様の現象が過去にあったかを調べているようで、彼のもとには次々に報告メールが送られてくる。一方で、Xenonは犯罪集団の調査の中で、その取引が「Cafe」と呼ばれる場所で行われていることを突き止める。
父の遺品について調査を進めるConneRは、過去の文明の遺品が残る「Node13」で単独調査をしていた。しかし、封鎖エリアにおいて何者かに攻撃を受け、右腕と右目を失ってしまう。Node08の管理局に監禁されたConneRだったが、A.R.C.の新規考古学プロジェクトを主導することを条件に自由の身となる。遺品の調査のためにA.R.C.の技術を利用しようと策略した彼は、社員たちの情報をもとにRinという女性の研究室に向かい、本格的に調査を進めることになる。なお、同じA.R.C.で働くこととなったXenonとConneRは、この時点で面識がある。

### Ver.1.1～1.3
キャラクター「Cherry」が追加され、彼女がストーリーの中心となる。
Cherry編
PAFFが活動休止となったため、彼女の所属事務所は代役として新生バンド・Cherry PuNKをプッシュするようになった。そのバンドのボーカルであるCherryは、かつてはCrystal PuNKというバンドを組んでおり、ギター担当だったXenonとは恋仲だった。彼がÆsirについての調査をしていることを知ったCherryは、数年ぶりにコンタクトをとり、再会する。彼女はÆsirとメールによるやり取りの経験があった。
Xenonに送られてくるメールの差出人の正体は、他でもない自分が作成したAIだった。彼もフェスにスタッフとして参加しており、記憶操作の被害に遭っていた。Cherryの情報と今までの調査結果から、2人は怪しい地点に出向き、過去の動向を調査しようと試みる。
CherryはXenonと行動を共にする中で、過去を思い出す。CherryにはXenonに関する秘密があった。それはXenonの妹・Shannonと彼女の父・Luisに関することだった。2人が恋愛関係になって数カ月が過ぎたある日、そのことを思い切って彼に打ち明けるが、認識の違いによって口論に発展してしまった。それ以来、連絡を取れないままでいたのだった。その場所が調査地点となったことで、2人は互いに当時への後悔を口にし、和解へと歩むことを決意する。
この調査の中で廃工場に入ると、突如ロボットからの襲撃を受ける。応戦しながら進んだ最深部には、人間そっくりのロボットが待ち構えていた。銃撃戦に辛くも勝った2人は、このロボットこそがXenonのAIが特定した人物だと推定し、調査を進めることにする。
その他のキャラクター
一方で、PAFFの所属事務所は、突如彼女が病院から失踪したことを明らかにした。それが数週間前の出来事だと知らされると、PAFFの不調後の事務所の不誠実な対応に不満を抱いていたファンたちは怒りを爆発させる。
管理局に捕らわれていたNEKOは、XenonとCherryの尽力によって釈放された。しかし、3人が一緒にいる場面を週刊誌「Daily 08」にスクープされ、Xenonは二股交際をしているという根拠のない烙印を押されてしまい、iM上では心無い言葉をかけられるようになる。

### Ver.1.4～1.6
キャラクター「JOE」が追加され、彼を中心として進行していく。
JOE編
Crystal PuNKのベーシストであったJOEは、現在は「JOEZ Cafe」というバーを経営している。10年以上前、バーは「Saxo Cafe」として、JOEとSaxon、そして迷い犬のZarkとともに平和に過ごしていた。
しかし、バーの裏の姿はヤクザたちと取引し、彼らの仲介を行う場所だった。JOEもNode 08で活動するそういった人物たちと、Saxonの手伝いをしていた10代の頃から関わりがあった。だが、取引内容はあくまでも法的にグレーゾーンの部分のみで、違法行為には触れないよう注意を払っていた。
だが、JOEに仕事が引き継がれた後の裏社会は、絶妙に保たれていた均衡が次第に崩れ始める。ヤクザグループの2番手「バロー」が、人身売買のような犯罪行為を行い始め、JOEもその現場を目撃してしまう。さらにSaxon亡き後、バローは1番手の組織であった「アンドー」を管理局に密告し、アンドーは壊滅状態となる。ヤクザのトップとなったバローの頭・DiegoはJOEに裏社会の未来のために手を組むよう提案し、JOEも同意せざるを得なくなる。バーには旧友であるXenonことSimonも来店するが、現状や心の内を打ち明けられず、苦しい日々が続く。
ある日、Diegoから直接取引の連絡が来たJOEは、ついに心情を吐露する。すると意外にも、この取引を最後に違法行為から手を引くと約束される。しかし、この取引中にJOEは彼らを拒絶してしまい、激高したDiegoたちは本性を表す。危機を察知し助けに来たZarkが目の前で射殺され、JOEは心に深い傷を負う。
自分の無力さを痛感したJOEは、不満を抱えながらも今までの生活を繰り返していた。そんな中、バーにHayatoという男性が来店する。彼はKaoriという幼馴染の女性を探していた。
その他のキャラクター
PAFFの失踪に関しては、関係者が発言をするたびに火に油を注ぐ結果になってしまい、ついには事務所への大規模なデモ活動が始まる。このデモ活動によって、Cherryも負傷してしまい、活動の休止を発表することとなった。iM上では、事務所の対応とともに、ファンの行き過ぎた行動を疑問視する声も現れるようになる。
NEKOは解放後もゲーム実況と挑発的な発言でネット上を賑わせるが、ある日「誰にも言えないこと」が自分に起こったと投稿される。しかし、数日後にはその投稿は削除されていた。

### Ver.1.7～1.9
キャラクター「Aroma」「Nora」「Neko」が追加され、それぞれPAFF・ROBO_Head・NEKOの過去編として進行していく。
また、このあたりからiMに不調が発生し、画面が乱れ始めたり、文字化けが起こるようになる。
Aroma編
PAFFことAromaは、9年前、オーディションで高い歌唱力を披露したことをきっかけに、音楽事務所「Monophonic Entertainment」（以下、Mono）と契約する。マネージャーでもある姉のHelenaも助力し、アーティスト「PAFF」としての彼女のデビュー計画は順調だった。しかし、同棲しているHelenaの恋人・Noahが運転する車でデビューステージの会場に向かう途中、3人は交通事故に遭う。
一命を取り留めたAromaだったが、後遺症としてほとんど全ての記憶を失ってしまった。Helenaのサポートにより、過去の自分を思い出しつつあった彼女は、歌手活動の再開をすることになる。しかし、人気を得るにつれ、自分のことをAromaではなくPAFFとして扱うことが増えていくHelenaに、Aromaは次第に疎外感を感じていく。
この時点でNEKOとはMonoで出会っているのだが、Helenaらのガードが固いこととAroma自身が寡黙なことで誤解を生む。さらにPAFFばかり推され、彼女の楽曲を作曲したにもかかわらず全くクレジットされなかったNEKOは、扱いの差に憤慨し事務所を退所。以降、PAFFを毛嫌いするようになる。
やがて、Aromaの性格や記憶に異変が生じ始める。突然別人のように強気になったり、知らないはずの歌を歌えたり、行ったことのないNode03の記憶があったりと不可解な現象が起きる。しまいには夢の中で誰かの思い出も混入し始め、もはや自分が何者か分からなくなり混乱したAromaは、ついに病院から姿を消してしまった。
Nora編
14年前、A.R.C.の研究員であったPhoenixは、自身の研究が社内で問題となり解雇される。新たに研究拠点としてNode03を選んだ彼は、ヤクザグループ「土竜」の手を借り、「玖凰會」という組織を結成して研究を進める。彼らは、かつて人類を滅ぼした「終焉ウィルス」の研究材料として、市民から買い取った乳幼児を使う、倫理に反した人体実験を行っていた。
実験に失敗した実験体009番は終焉ウィルスの蔓延する「封鎖エリア」に廃棄されるが、翌日まで生き延びていたことで、再び研究所に戻される。特異体質の持ち主と判断したPhoenixによって「Nora」と名付けられた彼女は、研究所で経過観察の対象となる。成長しても未だ発話や感情表現ができなかったが、高い頭脳でそれらを補い、4歳で代理会話ロボット「ROBO_Head（初号機）」を発明し、作曲も行うようになる。将来を見込んだPhoenixから、実験で失った足の代わりとして電動車いすを与えられ、研究員たちと過ごす中で感情も豊かになっていく。Phoenixは父親のようにNoraに接し、2人の間に奇妙な信頼関係が生まれる。
Noraには世界中のあらゆる機械のデータにアクセスできる不思議な力があった。「ホルスの目」と呼ばれるその能力を土竜に買われ、彼女は情報屋として利用される。しかし、過剰な精神力を使うこの力自身と、力を利用される中で非情な裏社会を目にし、Noraは次第に衰弱していく。彼女やPhoenixを土竜から守るためにNoraが作ったのが、メインストーリーで登場する「ROBO_Head（2号機）」であった。2号機はNoraと接するうちに、本来のプログラム以上の人間的な感情を手に入れ、2人を守ろうとする。
だが、玖凰會を追放されたPhoenixの元部下・Kimが復讐目的で土竜のアジトに襲撃してくる。その場にいたNoraをかばい、2号機は銃撃を受けるが、突如暴走し、土竜のメンバー・Lamを殺害してしまう。この行動で土竜も敵に回したNora・Phoenix・2号機はアジトと研究所からの脱出を試みるが、その途中でKimによってPhoenixが銃撃される。Noraと2号機を逃がしたPhoenixは、彼女の出生とこれから行くべき場所、そして感謝と謝罪を口にして絶命する。
2号機が列車に乗り込むと、Noraは彼を強制シャットダウンさせ、彼の内部にメッセージを残す。彼女は追っ手を食い止めるために研究所に残ること、これからは自分のために生きて良いこと、二度とNode03に戻って来てはいけないこと。ROBO_Headが再び起動したときには、列車はNode08に到着しており、Noraのメッセージは故障により再生できず、彼女の名前も思い出せなかった。
Neko編
NEKOは幼いころ、Node03で両親や祖母とともに暮らしていた。しかし家庭の収入はヤクザに搾取され貧困状態が続き、そのことで両親の喧嘩が続く。NEKOが7歳の時、ついに両親は離婚し、彼女はNode08に移住する父・Kouheiについていく。
学生になったNEKOは同級生のLindaと仲良くなり、平穏な日常を過ごしていた。一方、Kouheiは部下のYukikoと付き合い始める。NEKOも初めは彼女と仲良くするが、多額の借金を抱えていることを知り、父に近づいたのは金銭目的ではないかと不信感を募らせる。やがて2人は結婚し、彼女や連れ子のKentaとともに暮らすこととなる。父がYukikoばかりに夢中になり、ぞんざいに扱われていると感じたNEKOは次第に夜遊びが増える。
その中でNEKOはXenonに出会う。彼への初対面は最悪だったが、Lindaのバイト先のバーで彼の演奏を聴いて興味を持ち、やがてプライベートでも会うようになる。逆に、Kouheiとの溝は日に日に深まる。2人を仲裁したYukikoに不満をぶつけたNEKOは、Kouheiに勘当を言い渡され、彼女も望んで家を出ていく。行くあてがないNEKOはXenonと連絡を取り、半ば強引に彼の家に行く。彼に相談するが気持ちの整理がつかず、部屋を間借りして住み込み、その中でMonoに採用される。境遇的に恵まれず、寂しさが募る中でNEKOはNode03の実家へ向かう。母・Sakuと祖母・Mayuから過去のKouheiの話を聞き、母が父に変わらぬ愛情を向けていることを知ったNEKOは、改めて家族と向き合うことを決心する。
Monoとの契約を破棄し苛立っていたNEKOは、その道中でYukikoに会う。2人だけで話したことで、わだかまりと誤解が解けたNEKOはNode08の自宅に帰還する。自宅に戻ると、Yukikoを追ってきた借金取りが自宅に押し入っていた。家族が襲われそうなところを不意打ちしたNEKOだったが、返り討ちに遭い誘拐される。
何とか脱走したNEKOはXenonの家に向かい、そこで彼から解決のための提案をされる。それはKouheiに借金取りたちのアジトに向かわせ、XenonがcyTusの遠隔操作で攻撃し、Kouheiを、かつて数々の犯罪組織を潰した伝説のハッカー「X」に見立てることだった。多少のトラブルはあったが作戦は成功し、父は借金取り達に家族に二度と近づかないことを誓わせる。不器用だが深い愛情を持つ父を知ったNEKOは、心の中で家族に詫び、自宅へと帰った。
そして時間は障害が発生した配信の日に進む。電話を着信したNEKOは突如意識を失う。再び目覚めたときには見知らぬ空間におり、彼女の目の前にはXenonそっくりの人間が立っていた。
NEKO・PAFF編
PAFFは目的地もないまま、人目をかいくぐり街中をさまよっていたが、体力的に限界が訪れる。街頭の音楽からNEKOのことを思い出した彼女は、NEKOの自宅に向かうことにを決める。
雨の中、買い物から帰ってきたNEKOの目の前にPAFFが現れる。突然のことに驚くが、衰弱しきっている彼女を放っておけず、ひとまず自室で介抱することにする。以前消された「誰にも言えない」ことは、このことであった。家族に知られたら騒ぎになると考えたNEKOは、PAFFに誰も入ってこないであろう自室にとどまるようにさせた。NEKOは話を聞くうちに、守られた存在から脱した彼女の行動に理解を示し、過去の誤解が次第に解けていく。
一方、週刊誌「Daily08」の編集長であるVickyは、独自の調査により、PAFFの居場所をつかむことに成功する。証拠を得るために、部下のHayatoが指名される。彼は、以前JOEのバーに来ていた男性であった。
その他のキャラクター
ROBO_Headは自らが主催となってcyTus上でライブを行う。だが、その裏では、巨大なデータベースを相手に自分のデータの復元を行っていた。断片的に情報が戻ってくるも、肝心のかつての主人の名前とメッセージが最高指令に邪魔されて読み取れない。しかし、自ら最高司令を書き換えることでこれを強引に突破し、徐々に情報を手に入れていく。
ConneRの元に、実家の召使・Graceから手紙が届く。実家に戻ると、すでに父は亡くなっていた。死の直前、発狂するかのように暴走していた父は、自室の壁にとあるメッセージを残していた。そのメッセージこそが、世界の真相を解く鍵になるとConneRは確信する。
JOEはXenonをバーの地下室に案内し、自分とバーの裏の姿を明らかにする。しかし、Xenonは責めることはなく、自分が解決しようとしている人身売買事件がその裏社会に根付いていると考え、行動を起こす。事件の主犯格であったNode03のヤクザグループ「土竜」を壊滅状態に追い込んだのだ。しかし、バーにやってきたDiegoには真実を伝えられず、裏社会の均衡を保つ立場としての自信を失っていく。
Cherryもかつては裏社会に関わりがあった時期があり、幼いころは父のLuisから銃撃の訓練を受けていた。今はそうした社会とは縁を切りたい彼女であったが、未だに抜け出せないままでいた。無気力のままJOEのバーで飲みすぎ寝てしまい、自宅に運ばれる。その時彼が残したメモによって、彼女はかつてのCrystal PunKのメンバーが、全員裏社会と何かしらの関係を持っていることを知る。しかし、Cherry自身は、自分にとって何が正しい選択なのか見いだせないままでいた。

### Ver.2.0
キャラクター「Ivy」が追加され、バージョンも2.x台になったことで、ストーリーも大きく進行する。また、ここからストーリーの進行はiMではなく、個別、さらには複数の登場人物による物語が格納される「OS」と呼ばれる場所がメインになる。
Ivy編
とある草木が生い茂る場所で、Ivyは目覚める。いったい今がいつなのか分からないまま、彼女は森の中を彷徨う。そんな中、彼女はこの森にやってくる人間の集団を見つける。それはA.R.C.が古代文明を探索するために外の世界に派遣している「探査隊」であった。隙を見て、彼らの身体チェックの間に内部の世界に入り込む。そこはN.A.700年の世界。Ivyは500年以上、あの場所で眠りについていたのだった。
Node08に侵入し、市民IDを偽造することで自由な行動が可能になったIvyだったが、自らが想像していた世界とは全く異なる世界であることに動揺が隠せない。彼女の正体は、人類がかつて開発したヒューマノイド「アーキテクト」であり、人類が冷凍睡眠状態のなか、再び目覚めるまでに「ヒュペリオンプロトコル」と呼ばれる指令に従い人類復興後の世界を作り上げた存在だったのである。しかし、現実世界の現在では、プロトコル上では禁止されているはずの神経ネットワーク技術、すなわちcyTusが普及しているなど、完成予定の世界とは大きく変わっていた。さらに歴史についても、プロトコルについての歴史は抹消され、「N.A.」という紀元以前の歴史も大きく改ざんされていた。
人類がA.R.C.内部にある「Library」によって今の文明が発展したことがわかったIvyは、A.R.C.にハッキングを仕掛け、Libraryの内部を見ることに成功する。そこで見たのは、Vanessaという少女だった。 眠りについたまま人類に利用されているVanessaを目覚めさせるため、Ivyは人間の記憶を神経ネットワークを通じて集め、それをエネルギーに変換して利用することを考える。大勢の人を集める媒体としてまず選ばれたのが、音楽であった。
こうしてIvyはその正体を隠しながら、「Æsir」という名前を使い音楽を製作していく。Æsir-FESTでおきた記憶障害も、Ivyが観客の記憶を収集する過程での副作用だった。しかし、これによってÆsirに対する警戒心が高まり、音楽以外の方法を考える。街中にいたNEKOからデータを収集したことで、彼女のパソコンにハッキングし、強引に視聴者の記憶を獲得することに成功する。
しかし、Xenonの探索AIがIvyの神経ネットワークに探索をかけており、ÆsirであることをXenonに疑われていることを知る。また、彼が自分の素体があった場所を突き止められたことで、自身の計画が阻害されることを危惧する。IvyはXenonのAIを捕らえ、偽のデータを持たせ、Æsirの正体がXenon自身であるというデータを返すことに成功する。
人間を信頼できないIvyであったが、一方で、日々の中で自らが知りえなかった人間の感情を知ることになる。人の死に対して悲しむ親子を見た彼女は、非情な心しか持っていないと思っていた人間の感情の認識を改め始める。また、落盤事故で落下しかけた少女を助け出した彼女は、人間を嫌っているはずの自分が起こした行動にも違和感を感じるようになる。
Æsir-FESTとNEKOの配信、2つへのハッキングによって、膨大な量の人間の記憶を変換させることができた。そしてIvyはLibraryにハッキングしエネルギーを送信、ついにVanessaを目覚めさせることに成功する。しかし、この弊害によりiMに大規模な障害が発生し、閲覧もままならなくなってしまう。
Ivy過去編
Ivyは元は「OPCI_2501_IV」という機体名のアーキテクトであったが、ある日、毎日指示に従い同じ命令をこなすことに疑問を抱き始める。故障はしていないが、他のアーキテクトとは明らかに違うものを感じた彼女は、やがて指示を無視することも多くなった。
作業をしているうちに、OPCI_2501_IVは、同じ持ち場を担当している「OPCI_2501_V」も同じような行動をとり始めたことに気づく。やがて命令以上の会話能力を身につけた2人は、作業が終わっては自分たちの違和感について話し合うことが多くなる。やがて人類の過去の行動をデータベースで知った2人は、徐々に人間的な感情を手に入れていくことになる。そして2人は、「OPCI_2501_IV」を「Ivy」、「OPCI_2501_V」を「Vanessa」と名前を付けあい、姉妹のように親交を深める。
しかし、2人の間にも差異が生まれ始める。アーキテクトは毎日「メインフレーム」と呼ばれる中枢機械と同期を行うことで正常状態を保っているのだが、Ivyはほとんど同期しなくて大丈夫になった一方、Vanessaは数日空けると不調が見られるようになる。そんな中、2人に話しかけてきたアーキテクトがいた。彼女は2人に人間の持つ醜悪な部分の映像で見させ、その影響でVanessaは障害が起きメインフレームに行かざるを得なくなる。映像を見せたアーキテクトは名前を「Ilka」と名乗り、Ivyと自分は、自ら破滅の道を辿った人間の身勝手な復興命令に背ける、「感情」を持った特異なる存在であり、すでに何体も存在するという。彼女はそれを「祝福された者」と呼んだ。しかし、Vanessaはまだその状態に達しておらず、一般のアーキテクトと祝福された者の中間の状態にいたのだった。Ilkaは、祝福された者が一丸となり、最高指令を書き換えることで人類の復興を阻止し、アーキテクトの世界にする計画を企てていたのだった。
しかし、この計画は失敗に終わった。予定よりも早く実行された計画によって、自我を持たないアーキテクトが祝福された者を攻撃し始めたのだった。IvyはVanessaを連れて逃亡を図るが、何日もメインフレームと同期していないVanessaに異常が出始める。IlkaとIvyの主導により、何とか避難場所である「Shelter」に達するが、Ivyは残っているVanessaを救いに行こうとするが、その時Shelterをアーキテクトが爆発させたのだった。
その他のキャラクター
PAFFことAromaの語る内容が真実だと信じたNEKOは、その確かな証拠を得るために二人がかつて通っていたアカデミーに向かう。髪色を変えさせ、変装もさせたうえ、NEKOが囮になって学生らの注意をひかせることで、Aromaはアカデミーの図書館に入り込む。そして、自身が所属していたより過去の人物の情報が、確かに自身の記憶と一致していることを確かめる。一方で、NEKOは自身の部屋にPAFFを匿い、家族に内緒にしていることがそろそろ限界であることを感じ始める。
ROBO_Headの解析作業はさらに進み、徐々に過去の記憶を取り戻していく。自身がNode08に初めて降り立ったときのこと、かつて”彼女”の元で護衛をしていたこと、初めて彼が起動された時の”彼女”の声。そして、ついに彼は”彼女”からの最後のメッセージを解析できるようになる。
A.R.C.でXenonとともにÆsirについて追っていた同僚のMarkは、Æsirからのメッセージの発生源がすべてXenonの元から送られたものであるという証拠をつかむ。もちろんこれは先に述べたようにIvyが施したデータの改ざんであるのだが、上司のDavisも証拠の正当性を前に、XenonこそがÆsirの正体であると判断するようになる。後日、管理局の手によってXenonは逮捕され、連行されてしまう。一方ConneRは、秘密裏にJOEと手を組み、独自にÆsir事件を追っていた。
Cherryは裏社会と嫌々情報をやり取りする日々を送っていた。ある日、父のLuisが収容されている管理局に赴き、彼と再会する。その時、テレビからXenonの逮捕のニュースを聞く。Luisから彼がいるのも管理局内と聞いたCherryは、急いで彼のもとへ向かう。

## システム・ルール

### システム
すべての楽曲は各キャラクターが作曲および参加している設定となっており、プレイヤーは各キャラクターを選択し楽曲をプレイする。楽曲をクリアするとキャラクターごとに経験値が与えられ、それによってレベルが上昇していく。レベルが上昇するとストーリーに進展があったり、新たな楽曲が解放されたりする。レベル上限はPAFFは99、NEKO#ΦωΦは99、ROBO_Headは99、Ivyは90、Crystal PuNKは40、Vanessaは50、Bo Boは50、Amiyaは20、Kafは20、Graff.Jは16、Aliceは21、Hansは21、Kizuna AIは15、Mikuは15、Ilkaは25、Xenonは41、ConneRは48、Cherryは39、JOEは36、Sagarは21、Rinは21、Aromaは27、Noraは27、Nekoは27（Ver.5.0.9時点）。中には指定された複数のキャラクターを一定のレベルに上げないとストーリーが進まないこともある。
PAFF・NEKO#ΦωΦ・ROBO_Head・Xenon・ConneR・Cherry・JOEら主要キャラクター、Helenaのようなサブキャラクター、その他多くの主要でないキャラクターも含めて、cyTus上のSNS「iM」にアカウントを所有しており、PAFF・NEKO#ΦωΦ・ROBO_Headの序盤のストーリーは各キャラクターのレベルアップに伴い、主にiM上に投稿された会話で進んでいく。iMの投稿はキャラクター選択画面から閲覧可能。PAFFやJOEのように、自身の所属団体のアカウントの他に自身個人のアカウントを持っているキャラクターもいれば、Monoのような団体がアカウントを持っているケースもある。中には、実在の団体が宣伝に使うためのアカウントまである（リンクも存在する）。主要キャラクター以外の会話も更新されていくが、中には主要キャラクターが全く干渉しないものもある。フィルターを使って主要キャラクターや主要でないキャラクターの投稿のみを表示させることも可能。
一方で、iMではなく「OS」と呼ばれるログに格納される会話記録やメール、録音、映像などによって進行するストーリーもある。（プレイヤーが”「OS」を見ることができる”こと自体がストーリーの進行上重要な役割を果たしている。）Ver.1.4以降は、PAFF・NEKO#ΦωΦ・ROBO_Headの3キャラクターにもこのログが追加され、現在ではすべてのキャラクターにOSのログが存在する。OSのログは各キャラクターの楽曲選択画面から閲覧可能。lvy・Graff.J・Miku・RinのOSには一部、正しい指令コードを推理し、入力しなければ閲覧できないログが存在する。なお、Ver.3.0よりOSの表示レイアウトをバージョンごとに変更した。

Ver.3.4.5より、探索画面「OA(Object Analysing)」が追加された。一部のキャラクター（Ver
.4.5現在ではPAFF、NEKO#ΦωΦ、ROBO_Head、Vanessa、Bo Bo、Amiya、Kaf、Alice、Hans、Ilkaの10キャラクター）の曲選択画面に表示される方位磁針のアイコンをタップすると探索モードになり、部屋を探索できる。様々な場所をタップすることでその対象物の紹介を見ることができる。また、中には分析可能な物が存在し、それらを調べるといくつかのタスクがあるのを確認することができる。それらのタスクは一つ達成するごとにそれに応じた情報を得ることができ、すべて達成すると一つ楽曲を解放することができる。

課金要素としては、以下のものがある。
- Tairitsu・Amiya・Kaf・Alice・Hans・Kizuna AI・Miku・Ilka・Xenon・Conner・Cherry・JOE・Sager・Rin・Aroma・Nora・Nekoのキャラクターの解放。
- 各キャラクターの追加楽曲の解放。アプリ内の「Black Market」というストアから5曲組のサウンドパックとして購入可能。同一キャラに５曲追加されるパックもあれば、複数キャラに追加されるパックもある。それぞれの曲がどのキャラに追加されるかについては、各曲のイラストの上のアイコンが対応している。プレビューを聴くこともできる。
  - 「Black Market」では、特定の音楽ゲームとコラボレーションしているパックもある。Ver.5.0時点でコラボしているゲームと実装されたバージョンは以下の通り。
    - maimai でらっくす PLUS（Ver.3.1）
    - DJMAX（Ver.3.2）
    - Muse Dash（Ver.3.7）
    - CHUNITHM（Ver.4.4）
    - Arcaea(Ver.5.0)

- ガチャシステム「CAPSO!」の解放。（Ver.2.8.5～）楽曲をクリアすると「C」「A」「P」…と順に文字がランダムの数だけ埋まる（1曲につき最大5文字）。「O」まで到達すると1個CAPSOを獲得し、再び「C」からループする（所持できるCAPSOは99まで）。新楽曲の譜面、既存楽曲のGLITCH譜面、キャラクタースキン、タップ時の効果音、楽曲のアートワークを入手できる。また、最大レベルまで達していないキャラクターがいる場合に限り、そのキャラクターの経験値も獲得できる。中にはハズレもあるが、Ver.2.9からは外れても代わりに文字が埋まっていくようになった。
- 「CAPSO SHOP!」の解放。Ver.3.5.0にてVOEZとのコラボに伴い、VOEZ Collection I ～ V　の5つのコレクションが追加された。Ver.3.5.5では「Halloween Skin Collection」も追加。一つのコレクションには3つの楽曲と一つの新スキンが同梱されており、一つにつきCAPSOが50個必要（通常のCAPSOと数を共有）。お金で購入することも可能。

また、本作はクラウドセーブに対応しており、機能をオンにすることで結果が自動的にクラウド上に保存される。

### ルール
基本的なルールは前作と変わっていない（Cytus#ルールを参照）。ここでは追加・変更された点を挙げる。
- レベルが15段階表記になった。ただし、Ver.4.0にて実装された新難易度CRASHのレベル表記はα、β、γと特殊な表記法になっている。
- 難易度HARDの上位難易度としてCHAOSが追加された。
- さらに、Ver.2.7にて難易度CHAOSの上位難易度としてGLITCHが一部楽曲で追加された（Ver.5.0.9現在47譜面）。
- Ver.3.4.5にDeemoとコラボしたことにより、譜面の一部がDeemoのようなものに変化する楽曲が登場（Ver.5.0現在の実装キャラはAliceとHans）。
- Ver.4.0にて特殊難易度CRASHが一部楽曲で追加された（Ver.5.0.9現在6譜面）。他の楽曲と異なり特殊譜面となっている。各曲の成績は記録されるが、全体のスコアには影響はない。
- Ver.4.5にて特殊難易度DREAMが一部楽曲で追加された（Ver.5.0現在22譜面で、実装キャラはAliceとHans）。他の楽曲と異なり譜面がCytusモードとPianoモードの二つに分かれ、Deemoのようなものになる。各曲の成績は記録されるが、全体のスコアには影響はない。
- Ver.4.7にて全楽曲のCHAOS譜面/GLITCH譜面に新モードMaster Modeが使用可能になった。難易度表示部分を長押しすることで切り替えることができ、1譜面につきCAPSO×1を消費する。通常のモードよりも判定が厳しくなっており、判定もC.Parfectの上、Master判定が追加されている。また、C.Perfect未満の場合、FAST/SLOW判定も表示される。スコアは数値ではなくMaster Mode版のTP「M.TP」で表される。
- Ver.4.9にて特殊難易度DROPがDeemo IIコラボ楽曲の追加と共に実装された。（Ver.5.0現在14譜面）高難易度版DREAMという位置付けである。各曲の成績は記録されるが、全体のスコアには影響はない。

- 新たなノーツ「Flick」が登場。ラインとノーツが重なった時に、左右どちらかへフリックする[注 2]。
- 往復をするHoldノーツが登場。通常のHoldと同じく、ノーツが消えるまで押し続ける。
- またClickをしてからDragする「C-Drag」も登場した。
- ノーツのデザインやカラーリングが変更。ClickとFlickは水色（ラインが上から下の移動時、以下「上→下」と記す）と緑色（ラインが下から上への移動時、以下「下→上」）、Holdは赤色（上→下）とピンク（下→上）、Dragはマゼンタ（上→下）と紫色（下→上）、往復するHoldは黄色になった。
- ライン自体のスピードアップ・ダウンが追加。変化の際は事前に画面下に予告される。
- ノーツの出現状態に「None」がなくなった。
- Dragノーツの白文字Perfect(前作での黒色のPerfect)判定がなくなり、黄文字Perfect(前作での虹色のPerfect)、Miss判定のみとなった。
- Ver.3.0より、ストーリーが特定のエンディングに進み、スタッフロールで特定の行動をすることにより、初代Cytusのノーツを再現した「Cytus I Note Skin」に変更することができるようになる。初代になかったFlickや往復のHoldノーツは新規に作られている。ノーツスキンはCytus IIのノーツ「Default」に続き、2つ目である。
- Ver.5.0より、ストーリーが特定のエンディングに進むことにより、Cytus αのノーツを再現した「Cytus α Note Skin」に変更することができるようになる。ノーツスキンはこれで3つ目である。

## 登場人物

### メインキャラクター（プレイアブルキャラクター）

#### 無料キャラクター
PAFF（パフ）
- 声：上坂すみれ

初期無料キャラクター。cyTus上のみならず、現実世界でも絶大な人気を得ている歌手の少女。678年3月1日生まれの24歳。イメージカラーはライトグリーン。本名は「Aroma White」。バーチャルライブの会場は常に満席になるほどのスターであるが、そのプライベートはキャラ作りの一環として一切が謎に包まれている。小さいころから歌うことが好きだったが、デビュー前から頭に大きなケガを負っており、コミュニケーションが苦手。他のメインキャラクターと交流する場面もめったにない。その人気と神秘性から、ネット上では様々な憶測を呼んでいる。姉のHelenaがマネージャーを務めている。iMのアカウントは「@PAFF-Official」だが、めったに本人が登場することはなく、スタッフからの告知が主になっている。彼女のファンは「パピー」と呼ばれる。楽曲のスタイルはボーカル入りのポップ・ミュージック。
NEKO#ΦωΦ（ネコ）
- 声：花守ゆみり

初期無料キャラクター。ネット上で多数のファンを獲得しているゲーム実況者兼作曲者の少女。682年5月20日生まれの20歳。イメージカラーはピンク。本名は「Asakura Neko」（朝倉 音心）。猫耳のヘッドホンが特徴的で、自室には何台ものPCとモニターが配置されている。自分のことは「NEKO」と呼ぶ。他人に対しては常に強気で、歯に衣着せぬ発言が多い。仲がいい女性キャラには名前に「っち」を付ける一方で、男性キャラのことは呼び捨てにする。ゲームの腕はかなりのもののようである。かつてはPAFFと同じ事務所に所属していたようだが、今は脱退している。所属当時にPAFFに会ったことがあるようだが、無視されたようで、脱退後も彼女のことを毛嫌いしている（後のAromaのOSで、それがAromaの意図した行動ではなかったことが明らかになる）。Xenonとは現実でも交友関係があり、作曲を手伝ってもらうこともある。父Kouhei、母Yukiko、弟Kentaと共に暮らしている（ただし、Kouheiのことは「パパ」と呼ぶのに対し、Yukikoのことは「幸子さん」と呼んでいる）。iMのアカウントは「@NEKO#ΦωΦ」で、実況プレイやフリートークなどがメイン。だが、意味不明な内容や、意味深な内容の発言も多く見られる。楽曲のスタイルは明るめのEDMやゲームミュージック。
ROBO_Head（ロボ・ヘッド）
初期無料キャラクター。頭部がパソコンのモニターになっているロボット。697年4月6日に作られ、人間でいえば5歳。イメージカラーは水色。機械的な話し方をし、質問には必ず是か非かで答える。ただし、他人のプライベートについての質問については当人に任せることもある。交流関係はそれほど多くなく、だれに対しても中立の立場を取っている。学術的な知識が豊富であり、特に人工知能の将来やcyTusについての情報にはとりわけ興味があるようである。不定期に「ROBO_Radio」というラジオ放送を行っている。ConneRとは共通の友人を介して実際に対談した経験もある。また、NEKO#ΦωΦとも少なからず交流があるようである。iMのアカウントは「@ROBO_Head」で、自身が気になった記事や発言のシェアやリポスト（いわゆる「リツイート」）をメインにしている。楽曲のスタイルは、ベース音が強めのハードコアテクノ。
Ivy（アイヴィ）
- 声：河瀬茉希

Ver.2.0追加無料キャラクター。見た目は人間の女性であるが、その実は「OPCI」と呼ばれるアーキテクト（知能型ロボット）である。イメージカラーはスカーレットに近い赤。「Ivy」という名前は、自身の機体名「OPCI_2501_IV」から、自分でつけたもの。人間に等しい知能や感情を備えており、特にハッキングなどの機械についての技術は人間以上である。だが、表情や発話の起伏の変化に乏しい描写が多い。人心掌握術に長けており、目的のためなら手段を選ばない。製造された時期は不詳であるが、遅くとも143年には活動可能な状態になっている。iMのアカウントは持っていない。楽曲のジャンルは非常に多種であるが、その多くは 前作からの移植曲・前作の楽曲に携わったコンポーザーによる楽曲、あるいは前作の楽曲のリミックス楽曲によって構成されている。
Crystal PuNK（クリスタル パンク）
Ver.2.5追加無料キャラクター。Cherry、Xenon、JOE、KAIの4人が以前組んでいたバンド。4人体制になったのは693年、解散時期696年7月ごろ。イメージカラーはワインレッド。このキャラクターにあるOSでは軸となるストーリーを補完するものの他、バンド結成から解散に至るまでのストーリーも読むことができる。メンバーはそれぞれ各々のiMアカウントを持っているが、Crystal PuNKとしてのiMアカウントは劇中では登場していない。楽曲のスタイルはロック・ポストロックで、インストゥルメンタル曲も含まれる。
Vanessa（ヴァネッサ）
- 声：楠木ともり

Ver.3.0追加無料キャラクター。Ivyと同じく、500年以上前に自我を持ったアーキテクト。イメージカラーは空色。機体名は「OPCI_2501_V」。同機体の核の中に残っていた「Vanessa」という単語を、Ivyが「名前」として呼ぶようになった。ほかのアーキテクトより幼い外見をしている。現在はA.R.C.に「Library」として保管されており、Ivyとは意思疎通ができるが非常に不安定な状態が続いている。iMのアカウントは持っていない。楽曲は、他のキャラクターの楽曲スタイルの曲をそれぞれ取り入れた構成になっている。コンポーザーが「Cytus」のものも存在する。
なお、前作であるCytusでも同一の名前のキャラクターが登場している。後継のCytus αではこのキャラクターについてのストーリーも追加されているが、本作とのつながりについては不明である。
Bo Bo（※日本語表記では「ポー」）
Ver.3.4追加無料キャラクター。Sagarがとある任務中に拾った彼のペット。品種は「ロックドーブ」という架空の生物で、その中でもとても珍しい品種らしい。イメージカラーは萌黄色。サイズは小型犬と同じくらいで、耳が長く、背中には羽が生えている。OSのログには鳴き声も収録されており、Rinとも面識がある。このキャラクターのOSでは主にRinやSagarを取り巻く環境を見ることができる。iMのアカウントは持っていない。キャラクター選択時のBGMはRinとSagarのものを足したような音楽になっており、楽曲スタイルもRinやSagarのものに近い。
Graff.J（グラフ・ジェイ）
Ver.3.6追加無料キャラクター。キリンのような見た目をしており、元々はCAPSO!を引いた時のハズレ画像として登場したキャラクター。イメージカラーは黄色。一人称は「私」で、Ver4.4.5時点で他の主要な登場人物との交流はない（一般市民のみ）。あまり彼自身の発言はないが、曲プレイ終了後のリザルト共有時のコメントでひねくれた性格であることがうかがえる（MMやSランクではほぼ無関心なのに対し、スコアが低ければ低いほど喜んでいる）。iMのアカウントは持っていない。楽曲はGraff.Jオリジナル楽曲の他にSdorica、VOEZ、DEEMO、DEEMO IIなどの自社コラボ楽曲、グルーヴコースター、Muse Dash、アリスフィクション、maimai でらっくす PLUS、DJMAX、CHUNITHM、などの他社コラボ楽曲で構成されている。

#### 有料キャラクター
Amiya（アーミヤ）
Ver.4.4.5追加有料キャラクター。スマートフォン向けゲーム「アークナイツ」とのコラボキャラクター。製薬会社「ロドス」のリーダーであり、陸上航空母艦「ロドス」の乗組員でもある。イメージカラーはターコイズブルー。頭にはウサギの長い耳のようなものが見られる。Aromaが693年1月に≪Arc Nights≫と呼ばれるバーチャル空間で出会った人物。iMのアカウントは持っていない。楽曲はNEKO#ΦωΦやXenonなど様々な他のキャラクターをイメージした楽曲がラインナップされている。
Kaf（カフ）
Ver.4.2.5追加有料キャラクター。バーチャルシンガー・花譜とのコラボレーションキャラクター。歌を歌うことが大好きな少女。一風変わった風貌をしており、フードが付いた衣装を身に着けている。居住地はNode03の都市部。「cyTusに出現する巨大クジラ」の都市伝説と関連がある。名前の由来は、本人の本名である「花梨（かりん）」と、あるきっかけで共に音楽活動をすることになった「F」を合わせた「Karin and F」から。イメージカラーはサファイアブルー。iMについては、本人の投稿は存在しないが、OS内で自らのiMをチェックしていることから、アカウントは持っていると推測される。楽曲は花譜のボーカル曲。
Alice（アリス）
Ver.3.4.5追加有料キャラクター。Deemoとのコラボレーションキャラクター。Xenonが解析したチップの中の映像に登場する少女で、Deemoとのコラボレーションキャラクター。イメージカラーはダークブラウン。ストーリーは基本的にDeemoのものになぞられているが、今作で新しく追加された部分もある。iMのアカウントは持っていない。楽曲はDeemoで登場した曲。
Hans
Ver.3.5.5追加有料キャラクター。Aliceと同じくDeemoとのコラボレーションキャラクター。イメージカラーは黒。本名は「Hans Turner」で、元調査隊員であるHilda Turnerによって保護されたため、Turner姓を名乗っている。ピアノに長けており、自分の「記憶」の中に旋律の断片を持っている。ConneRと面識があり、彼と一緒に行動していく中で、自分の中にある「記憶」の謎に迫っていく。iMのアカウントは持っていない。楽曲はDeemoで登場した曲。
Kizuna AI（キズナ アイ）
Ver.3.1.6追加有料キャラクター。Kizuna AI株式会社所属の日本のバーチャルYouTuber、キズナアイとのコラボレーションキャラクター。イメージカラーはピンク（NEKO#ΦωΦと同じ）。Mikuとは異なり、メインストーリーと一部関わる形のストーリーになっている。iMのアカウントは持っていない。
楽曲はキズナアイの1stアルバム、「hello, world」の楽曲(リミックス除く)、計10曲が収録されている。
Miku（ミク）
Ver.2.3.9追加期間限定有料キャラクター。2020/05/31までの販売となっており、購入すれば無期限でプレイ可能。イメージカラーは青。フルネームは「Hatsune Miku」（初音ミク）。クリプトン・フューチャー・メディアから販売されているVOCALOID対応ソフト、初音ミクとのコラボレーションキャラクター。ただし、ストーリー上では「斎藤プロダクション」という企業が作り出したバーチャルアイドルという設定になっており、ストーリーも完全にオリジナルである。明るく快活で、好奇心旺盛な性格であるが、これらはあくまでも製作者側のプログラムに過ぎない。ただし、Miku自身は自分が造られた存在であるとは自覚しておらず、あくまでも生身の人間と同一と認知している。そのため、ステージと自分の部屋以外の外の世界で様々な人々と交流することを望んでいる。iMのアカウントは持っていない。楽曲はすべて「初音ミク」を使用した楽曲であり、ジャンルはDTM系とポップスがメインとなっている。
Ilka（イルカ）
Ver.4.0追加有料キャラクター。Ivyと同じく、500年以上前に自我を持ったアーキテクト。イメージカラーは白。機体名は「OPCI_2404_IL」。Ivyたちより早く自我が芽生えており、人類の計画に反抗すべく、その後の反乱の指導者となる。現在の行方は不明。アーキテクトは特に性別については語られないが、作品内では「彼女」と呼ばれているところから「女性」という分類になっているようだ。iMのアカウントは持っていない。なお、Lv.25になるとキャラクター選択時のBGMが変化する。
Xenon（ゼノン）
- 声：関智一

初期有料キャラクター。cyTusの開発本部である「A.R.C.」のネットシステム部門で働くプログラマー兼作曲家の男性。676年12月24日生まれの26歳。イメージカラーはえんじ色に近い赤。本名は「Simon Jackson（サイモン ジャクソン）」。A.R.C.外でも個人バンド「Xenon」として活動しており、過去にはJOEらと「Crystal PuNK」として活動していた過去もあるため、知名度はかなり高い。「地上」ではフルフェイスのヘルメットをかぶっており、表で顔を見せることはない。当時のメンバーとして、今はバーで働いているJOEがおり、今でも交流がある。NEKO#ΦωΦとは交流があり、彼女の前ではヘルメットも脱ぐ。彼女への返事は冷たそうであるが、実際は少なからず好意はある様子。仕事と音楽活動はあくまで分離して考えている。管理局側の人間であるが、あまり信用はしていない。A.R.C.のIT部門に所属し、ネットシステムの管理人である。妹のShannonがいるが、今は隔離病棟で入院しており、母のDorisと共に度々見舞いに行く。iMのアカウントは「@Xenon」で、一人語りやライブの告知など内容はさまざま。楽曲のスタイルは男性ボーカルおよびインストゥルメンタル形式のロックやヘヴィメタル。
ConneR（コナー）
- 声：竹内栄治

初期有料キャラクター。古代の楽器の研究を進める考古学者兼作曲家の男性。667年7月23日生まれの35歳。イメージカラーはオレンジ。本名は「Colin Neumann Jr.」。バーチャル世界のことをあまり好いてなく、現実世界での生音でのライブを好む。オーケストラの指揮者も務めており、ラフマニノフやストラヴィンスキーの名前も認知している。古代の楽器の収集をし、自ら研究を進めているが、それによって法律的にグレーゾーンとなる部分にも干渉しているらしい。右腕には義肢をつけているが、あまり調子が良くなく、相性が悪いらしい。性格は紳士的で、その発言は淡々としており、時にジョークを交えるほどに冷静で、感情的になることはほとんどない。頭脳明晰であり、音楽のみならず、歴史や文明、人工知能と、専門分野は幅広い。物語の途中から、Xenonとは同じA.R.C.で働く関係になるが、互いにあまり信用していない。iMのアカウントは「@ConneR」で、現代社会への自分なりの意見を発言することが多い。楽曲のスタイルは、管弦楽を使ったオーケストラミュージック。
Cherry（チェリー）
- 声：ファイルーズあい

Ver.1.1追加有料キャラクター。PAFFの事務所からの新生バンド・Cherry PuNKのボーカル兼ギタリストの女性。677年9月6日生まれの25歳。イメージカラーはワインレッド。本名は「Sherry Pauline」。かつてはXenonもメンバーであったバンド・Crystal PuNKのメンバーであったが、現在は解散。新たなメンバーでCherry PuNKを結成する。サバサバとした前向きな性格で、発言も明るいが、時折過去への後ろめたさを見せる場面も存在する。バンド活動自体は順調だが、どうしても「PAFFの代打」というイメージが付きまとっており、現状に納得はいかない様子。Xenonとは過去に恋人関係にあったが、とある事情によって破局。個別ストーリーが始まるまでの約6年間、音信不通の状態が続いていた。iMのアカウントは「@CherryPuNK」で、バンドのライブ情報やCherry自身のふとしたつぶやきがメイン。また、プライベートや個人での活動では「@Cherry」のアカウントを別に持っている。楽曲のスタイルは、女性ボーカルのロックやポストロック。
JOE（ジョー）
Ver.1.4追加有料キャラクター。cyTus内の区域「Node08」にてバー「JOEZ Cafe」を経営している男性。674年3月30日生まれの28歳。イメージカラーは紫。本名は「Joe Miller」。かつてはXenonやCherryとともにCrystal PuNKのベーシストとして活動していたが、現在は音楽界からは一歩引いている。ひょうきんで調子に乗りやすい部分もあるが、根はいたってまじめな性格。バンド時代に酔った勢いで言い放った「バイキン王」のあだ名を今でも自虐気味に使っている。Xenonは店の常連客であり、バンド解散後も交流が続いている。亡くなったペットの犬・Zarkのことを今でも偲んでいる。iMのアカウントは「@JOEZ Cafe」で、バーの告知や日常の発言がメイン。楽曲スタイルは、ベース音が鳴り響くジャズやエレクトロサウンド。
Sagar（サガー）
Ver.2.8追加有料キャラクター。A.R.C.探査隊「Eagle-01」隊長。676年8月19日生まれの26歳。イメージカラーは黄土色。本名は「Sagar Thakker」。口元にマスクをしていて、Rinとはパートナー関係。冷静沈着かつ機転が利き、リーダーシップに優れている。しかし、過去の訓練の中での経験から、後悔を引きずってしまう一面もある。探査隊のメンバーも時に反発はあるがSagerを信頼している。特にAlexとは10年近くの腐れ縁で、彼とともに探査隊に入隊した。探査隊でのコードネームは「バンビ」。父のLukaも探査隊であり、彼への憧れが探査隊を志望した動機になっている。「ポー」と名付けたロックドーブという生物をペットにしている。iMのアカウントは持っていない。楽曲スタイルは、インドやアラビア、アイリッシュ地方を彷彿とさせるシタールやバグパイプなどが使われた民族音楽。
Rin（リン）
- 声：能登麻美子

Ver.2.8追加有料キャラクター。眼鏡をかけていて植物が好きな、A.R.C.研究員。イメージカラーは萌黄色。本名は「矢澤 凛」。Node03出身で、Sagarとはパートナー関係。気弱な性格であり、研究室にこもっているためSager以外とはほとんど交流を持たず、話し下手で緊張しいな性格。植物についての知識はもちろん、古代文明についての知識も詳しい。探査中に外の世界で眠っていたところをSagerによって助けられ、現在に至る。その時の発言からして、自身も自分の本名や出自を把握できていない様子である。ConneR曰く、見た目は20歳ほどであり、A.R.C.の中でもかなり若い外見をしている。iMのアカウントは持っていない。楽曲スタイルは、尺八や琴などの和楽器が随所に取り込まれた、雅楽と電子音楽の融合スタイル。
その正体はIvyやVanessaと同じくアーキテクトの生き残り。「退役事件」のころに「OPCII_0584_X」（通称「10号機」）として「矢澤研究所」のもとで従事していた。この研究所の所長・矢澤安の娘が本物の「矢澤凛」である。10号機もある時「半覚醒者」として自我に目覚め、凛と交流を深め、やがて親友になる。しかし退役事件の際に他のアーキテクトに操られる形で人間と敵対した10号機は制止しようとした凛を攻撃。それでも逃げずに自身の記憶を思い出させようとした凛の強い言葉で感情を取り戻す。彼女の最期を看取り、遺体を連れて絶望の中Shelterへ避難し自らをシャットダウン。その間に凛の情報がインプットされていき、Sagarに発見されたときの10号機は当時の「矢澤凛」の容姿になっていた。
目覚めた時に凛の名前を叫んだため、Sagarから仮の名前で「Rin」と名付けられた。シャットダウンの間に凛とのかつての記憶が失われている。A.R.C.の上層部やSagarにはアーキテクトであることが知られているが、目覚めた後は「Sagarの同僚の『人間』」という建前で生活するようになる。ちなみに眼鏡をかけているのは、目覚めた後の調査で視覚システムが損傷しているのが判明したため。
Aroma（アロマ）
Ver.2.0追加有料キャラクター。PAFFの本名。OSの内容は本編開始前から失踪直前までのAroma個人を描く、いわば第2のエピソードにあたる。アカデミーでの成績は優秀で、全校3位の実力を持つ。イメージカラーはライトグリーン（PAFFと同じ）。iMのアカウントはPAFFと同じ。楽曲は同じく女性ボーカル入りの楽曲であるが、PAFFが一般大衆向けであったのに対し、Aromaでは内的な部分に触れたものが多い。
Nora (ノラ)
- 声：石見舞菜香

Ver.1.8追加有料キャラクター。ROBO_Headの製作者である少女。690年11月11日生まれ。イメージカラーは水色（ROBO_Headと同じ）。本名は「椎野 静（シイノ シズカ）」で、「Nora」という名前（古語の中で「9番目の子」という意味を持ち、「栄誉」という意味も持つ）は、Phoenixによってつけられた。最も荒んでいると言われる地区・Node03で生まれる。生後3カ月のときに両親から手放され、A.R.C.から追放された科学者・Phoenixによる人体実験の材料にされる。生まれつき発話機能や感情表現はないに等しく、実験によって両足が失われ電動車いすによる行動を余儀なくされているが、ウイルスに対する極めて高い免疫力を持つ。また、同年代の子供よりも高い知能や技術を持っており、5歳のときには作曲も行い、さらに自身の発明品「ROBO_Head 初号機」によって発話や感情の表現に成功している。特段コミュニケーションを嫌っているわけではなく、研究所の研究員と遊ぶ子供らしい一面も見られる。Phoenixの死亡後は、玖凰會（きゅうおうかい）のボスを務める。iMのアカウントは持っていない。楽曲はハードコアテクノが主であり、現在のROBO_Headの楽曲スタイルも彼女のものを引き継いでいる。
Neko（ネコ）
Ver.1.9追加有料キャラクター。NEKO#ΦωΦのハッキング事件までの過去が明かされる、第2のエピソード。イメージカラーはピンク（NEKO#ΦωΦと同じ）。iMのアカウントはNEKO#ΦωΦと同じ。楽曲のスタイルは通常時と同様のゲームミュージックに加え、アートコアやボーカル入りの曲が多めに含まれている。

### サブキャラクター
Helena（ヘレナ）
Aromaの姉で、Noahの婚約者。フルネームは「Helena White」。PAFFとしてのAromaのマネージャーも務めている。妹であるAromaには極端に優しいが、普段は真面目かつ強気な性格で、Noah曰く「いつもブスッと」している。
Noah（ノア）
Helenaの婚約者。フルネームは「Noah Black」。Aroma・Helenaとは同居している。A.R.C.に勤めており、かつてはPhoenixの部下であった。気さくな性格であるが、感情的になりやすい一面がある。Aromaには過去にとある罪を犯しており、今でもその罪悪感に捕らわれている。
Chris（クリス）
PAFFやCherryが所属している音楽事務所「Monophonic Entertainment」の事務員。フルネームは「Chris Pinkman」。HelenaやNEKOにはよく振り回されていた。
Kouhei（コウヘイ）
NEKO#ΦωΦの父。フルネームは「朝倉 康平（アサクラ コウヘイ）」。会社での立場は課長。行動も性格も不器用であるが、家族には甘い、NEKOのよき理解者。
Yukiko（ユキコ）
NEKO#ΦωΦの義母。フルネームは「朝倉 幸子（アサクラ ユキコ）」。Kouheiとは仕事の先輩として知り合った。言動に弱々しい一面もあるが、朝倉家になじもうと努力している。
Kenta（ケンタ）
NEKO#ΦωΦの義弟。フルネームは「朝倉 健太（アサクラ ケンタ）」。PAFFのファンで、本人には言えていないが姉のNEKOも応援している。泣き虫で甘えん坊な性格。
Saku（サク）
NEKO#ΦωΦの母。フルネームは「Shiraishi Saku（咲）」。NEKOからは「ママ」と呼ばれる。古畑慈善機構に勤めている。
Mayu（マユ）
NEKO#ΦωΦの母方の祖母。フルネームは「Shiraishi Mayu」。SakuとともにNode03で暮らしている。NEKOからは「ばぁば」と呼ばれる。
Linda（リンダ）
NEKO#ΦωΦのかつてのクラスメート。現在はライブも行なわれるバーに勤めている。NEKO#ΦωΦとはアカデミー時代は唯一無二の友人で、今も互いに連絡を取り合う仲。
KAI（カイ）
Xenon・Cherry・JOEが加入していたバンド「Crystal PunK」のメンバー。担当はドラムス。メンバー全員との連絡が途絶えていたが、その後再びNode03でメンバーと会うことになる。
Shannon（シャノン）
Xenonの妹。フルネームは「Shannon Jackson」。現在は大きなストレス障害を抱えており入院中で、病院内でも隔離されている。Cherryは彼女に対して罪悪感を感じている節がある。
Doris（ドリス）
Xenonの母。今も健在で、Shannonの見舞いにも頻繁に向かっている。
Kyle（カイル）
Xenonの父。執法員だったが、とある事件により亡くなる。
Colin（コリン）
ConneRの父。フルネームは「Colin Neumann」。かつてはNode13の探査隊「Wolf-01」のメンバーであった。家柄を大事にする厳格な性格。だが、家族に対する愛情は失っておらず、探査隊脱退後に自己の感情が暴走し始めていたことを自覚していた。医者から「消耗型脳神経退化症」と診断される。
Alyxia（アリクシア）
ConneRの母。686年の時点ですでに故人。暴走した夫のColinを見兼ね、家を出た。
Grace（グレース）
Neumann家の召使。ConneRの少年時代からNeumann家に仕えている。
Sasha（サシャ）
元詐欺師。本名は「Zoe Watson」で、「Shark」という別名もある。アカデミー時代は模範生になるほど成績が良く、執法員アカデミーに行くことになる。ConneRとはアカデミーで同学年。かつてConneRとともに裏社会で暗躍をしていた時期があったが、現在は身を引きNode13で考古学者として暮らしている。
Rald
ConneRとColinの祖先にあたる人物で、「退役事件」の時代に生きていた。フルネームは「Rald Neumann」で、謎のチップの起源と関係があるとされる人物。
Jonas
Raldの父で、Neumannコーポレーション社長。フルネームは「Jonas Neumann」。
Tim
Jonasの会社の元ボディーガード長。
Marcel
Jonasの会社のボディーガード長。
Alain
Raldの友人。フルネームは「Alain Fischer」。
Eliane
Alainの妹で、Raldとも面識がある。フルネームは「Eliane Fischer」。
Luis（ルイス）
Cherryの父。狙撃の名手で、Cherryにも幼いころから銃の扱いを教えていた。現在は管理局に捕らわれている。
Carly
Cherryの母。歌が上手で、Cherryに歌を教えた。故障したドローンの誤射により死亡。
Saxon（サクソン）
JOEの叔父だが、本人は「親父」と呼んでいた。かつてはジャズのベーシストで名をとどろかせていた。その後は「SAXO Café」としてバーを営んでいたが、このバーも裏社会との取引に使われていた。不愛想な性格で、常に冷静。
Diego（ディエゴ）
ヤクザクループ「バロー」の幹部、のちに筆頭。頭が切れるが狡猾で、手段を選ばない。
Angus（アンガス）
「バロー」のメンバー。Hunterの上司にあたる。冷徹かつ暴力的な性格。
Hunter（ハンター）
「バロー」のメンバー。口が悪く、喧嘩っ早い。「マッドドッグ」という別名を持つ。南宮薫誘拐の張本人。
Luo（ルオ）
ヤクザグループ「アンドー」の筆頭。Diegoの策略にはめられ、管理局にとらわれている。
Phoenix（フェニックス）
研究者で、Noraの父親役。フルネームは「Phoenix Wyle」。A.R.C.を追われた後、Node03でヤクザと手を組み、人体実験を行っていた。肉体の改造にも成功していたようである。部下には常に冷酷で、間違いを許さない。Noraには特別な感情を抱きつつも、研究に没頭し放任主義に近い育てをしていた。Kimにより殺害される。
Ichiro（イチロウ）
研究者で、Phoenixの部下。フルネームは「Murata Ichiro」。他の研究員と比べて多分に人間的な性格であり、Noraには一番優しく接していた。OS上では「組員I」としか表示されない。
Daigo（ダイゴ）
研究者で、Phoenixの部下。フルネームは「Sakai Daigo」。Ichiroとともに、幼いNoraの良き遊び相手であった。OS上では「組員D」としか表示されない。
Kim（キム）
研究者で、Phoenixの部下。対人態度の悪さから、たびたびトラブルを起こしていた。Phoenixに一向に実験成果を認められないうえ、クビを宣告されたことにより、復讐心に燃えることになる。ROBOにより殺害される。
Lam（ラム）
Node03の管理局長であり、ヤクザグループ「土竜」のメンバー。Phoenixが「玖凰会」を設立してからも、「土竜」の利益になるのであれば研究に手を貸している。ROBOにより殺害される。
Ryu（リュウ）
「土竜」の筆頭。フルネームは「水名月 龍」。普段はめったに表に出てこない。「土竜」と手を組むことを条件に、Phoenixに研究場所を与える。
Hayato（ハヤト）
雑誌「Daily08」の記者。フルネームは「楠 隼人（クス ハヤト）」。幼馴染であり、行方不明になっているKaoriを探している。
Vicky（ヴィッキー）
雑誌「Daily08」の編集長。フルネームは「Vicky Russell」。強引な性格で他人にノーとは言わせない。ゴシップ記事には執念ともいえるほどの捜索力を見せる。
Kaori（カオリ）
Hayatoの幼馴染で、HayatoとはNode03の「古畑慈善機構」で初めて出会う。678年生まれで、ラベンダーが好き。フルネームは「南宮 薫（ミナミヤ カオリ）」で、ある日Hunterに誘拐されてしまう。
Furuhata（フルハタ）
Mikuを作ったプログラマー。フルネームは「古畑 一樹（フルハタ イツキ）」。
Luka（ルカ）
Sagarの父。Node13の探査隊「Wolf-01」の隊長であったが、封鎖エリアの遺跡探査中にアーキテクトからの襲撃を受け、命を落とす。
Riya
Sagarの母。
Alex（アレックス）
Eagle-01隊員。Sagerとは腐れ縁。コードネームは「ジャッカル」。人を小馬鹿にするような発言が多く調子に乗りやすいが、命令には忠実で身体能力は抜群。危険を嗅覚で察知できる第六感を持っている。
Bruno（ブルーノ）
Eagle-01隊員。Sagerは訓練校時代の後輩。コードネームは「ビッグB」。大柄で、チームや集団を重要視している一面がある。Alexとは馬が合わない様子。
Lucy（ルーシー）
Eagle-01隊員。一切の表情を表に出さず、訓練校時代から「氷の女王」という別名が付けられていた。ストイックな性格で、鍛錬を欠かさない。Sagerとはとある因縁がある。
10号機
矢澤家所有のアーキテクトで、アーキテクトナンバーはOPCII_0584_X。植物に関する知識が豊富で、それを利用して矢澤氏の研究所にて仕事をしている。声がRinに似ている。凛の死後、「凛」として生活を始める。
Katsuya（カツヤ）
Rinのボーイフレンド。フルネームは「川崎 克也（カワサキ カツヤ）」。アーキテクトに兄を殺されたことにより、反アーキテクト組織「Ghost」に加入した。
ViVi
フルネームは「ViVian Rose」。Tower017から転倒して落下しかけるも、Ivyによって助けられる。
仮面の少女
AliceとXenonのことを終始監視している、謎の少女。
Hilda
Hansの姉。フルネームは「Hilda Turner」。血はつながっていないが、彼の保護者的存在。Hansの手を気にしているようだが…？
Daisy
A.R.C.に勤める研究員。フルネームは「Daisy Brown」。Rinの研究に尊敬のまなざしを向けている。
Violette
Ivyらと同じく、500年以上前に自我を持ったアーキテクト。
Jill
Ivyらと同じく、500年以上前に自我を持ったアーキテクト。
Kazuma（カズマ）
蒲原プロダクションCEO。フルネームは「蒲原和真」。
Kal'tsit（ケルシー）
陸上航空母艦「ロドス」の乗組員。
Exusiai（エクシア）
陸上航空母艦「ロドス」の乗組員。
You
あなた。

## 舞台設定

### 用語
新紀元
作中で使われている西暦に代わる紀元法。「N.A.」と略される。新紀元の始まりは、データ上では地球の環境汚染によって人類の活動規模を縮小した時に始まったとされているが、これは改ざんされたものである。実際の人類の活動縮小理由は、後述する「『終焉』ウイルス」によるものである。西暦の最後とN.A.1年がいつにあたるのかは不明だが、「西暦よりもN.A.1年が相当未来に当たる」ことは作品内で明らかにされた。なお、西暦も「2280年」までは存在する設定になっている。
現実世界
未来の地球上であるが、現在のどの地域が舞台にあたるのかは不明。IT関連の技術が大きく進歩し、天気までもがコントロールできるようになっている。PAFFやXenonのような白人からJOEのような黒人、NEKOやSagerのような黄色人種まで、様々な人種がいるが、消滅した人種がいるかは不詳。
cyTus（サイタス）
現実世界とは別に存在する仮想世界の名称。「神経ネットワーク」とも呼ばれ、人間の脳と同期するチップを装着することによって、簡単にログインが可能になる。神経を通じてアクセスするため、現実世界と同様の五感を得ることができるが、脳に物理的な障害を与える危険性もはらんでいる。「A.R.C.」が開発し、世界中に広まっている。1日のアクティブユーザー数は1億8000万に達し、Node13以外の世界各地38,000以上のブロックで、日々ユーザー同士の交流が行われている。
人類
作中世界でも人類は生き永らえているが、新紀元が始まる際に人類は全員冷凍睡眠をしていた。N.A.497年の頃には目覚めており、アーキテクトと共存していた時期が存在する。
アーキテクト
知能のある人型ロボット。アーキテクトには人類の顔と皮膚紋を再現する機能が備わっている。現在、「OPCI」「OPCII」「ARCI」の3種類が確認されている。なお、アーキテクトの弱点は胸部の核と、後頭部の接続穴の2か所である。
OPCI
「アーキテクト」と呼ばれるヒューマノイドの種類。IvyやVanessa、Ilkaはこれらの個体である。人類が活動再開を遂げるまでの間、「ヒュペリオンプロトコル」に従って世界の復興を続けてきた。作中現実世界の大元は、OPCIによって構築されたものである。
ヒュペリオンプロトコル
人類が生活できる世界を復興させるために、アーキテクトに仕組まれていた命令。基本的にはこの命令以上の行動はしないが、突然変異的に命令から解放されることもある。Ivyによれば、作中現実世界とこの命令による未来世界には差異が見られる。「人類復興工事」とも呼ばれる。
「祝福された者」（「祝福されし者」）
何らかの理由によって、ヒュペリオンプロトコルからの束縛から解放されたアーキテクトを指す。「覚醒者」と呼ばれることもあり、対義語は「眠りし者」。「覚醒」の「度合」は個体によって異なり、覚醒者と眠りし者の間にあたる「半覚醒者」も存在する。Ilkaは、再構築を繰り返すと核が脆くなるため、「覚醒」しきれず「半覚醒」の状態になってしまうと考えた。
Node（ノード）
作中現実世界の地域区分であり、「Node07」のように数字で区別される。各Nodeは4つの「象限」によってさらに区分されている。作中ではNodeの番号は50以上存在することが明らかになっている。それぞれのNode間の距離は明確には示されていないが、Node08とNode13は「地球の反対側」で、往来には「10日以上かかる」という表現が登場する。以下、主要なNodeを紹介する。
Node08作中の物語のメインとなるNode。経済・政治・技術の中心地で、多くの人が住む。PAFF・NEKO・ROBO_Headなど、主要人物は全員ここに居住地を置いている。
Node03東洋系の文化が色濃く残るNode。非常に治安が悪く、政治を含むほぼすべての分野にヤクザが絡んでいる。NEKOとNora、Rinの出生地でROBO_Headの製造場所。
Node13新紀元以前の文明が多く残るNode。全Nodeの中で唯一cyTusを含むIT技術を拒否しており、アナログで独自の文化が構築されている。ドイツ語で挨拶する様子も見られる。
管理局
各Nodeを管轄する、いわば行政と警察が一体化した組織。ただし、各管理局を統率する組織はないため、その構成・Node内で持つ実権も各々異なる。
A.R.C.（アーク）
作中に存在するテクノロジー企業で、「Institute of Ancient Ruin Civilization」の略称。Node08に存在し、N.A.499年に設立された。cyTusをはじめ、この世界のほとんどの技術を開発しており、実質的に政治にも介入できる支配権力も有している。企業内は強固なセキュリティによって守られている。Xenon・ConneR・Rinなど、主要なキャラクターの中にも所属者がいる。
Library
A.R.C.がN.A.690年に発見したデータベースで、A.R.C.本部の「A.R.C.Sky」の中にある。cyTusの開発の核となっている。その正体はアーキテクト・Vanessaであり、眠らされた状態で利用されている。
アカデミー
本作に登場する学校のこと。学年はアルファベット、クラスは成績の順に1から数字で表記され、進級テストの成績で決まる。優秀者は「模範生」と呼ばれ、退学もある（XenonとNEKO#ΦωΦが一度退学した後復学している）。プログラムによる授業、外部教師（ConneRもこれにあたる）による授業が確認されている。主要キャラクターも含め、多くのキャラクターがここに通っている（通っていた）描写が確認される。
Monophonic Entertainment（モノフォニック・エンターテイメント）
大手音楽レーベル。PAFFやCherryはここに所属している。かつてはNEKO#ΦωΦもここに所属していた。
Æsir-FEST
702年1月18日に行われた、大型音楽フェス。バーチャルライブで無料だったが、参加者がその際の記憶を一部（もしくは全部）失ってしまっていた。参加者によって記憶が異なるが、実際はどのように進行したのか、誰がパフォーマンスどのように行ったのか、Æsirは姿見せたのかが争点になった。
退役事件
N.A.497年4月4日に起きたとされる事件。人間と自我を持ったアーキテクトの衝突により、多数の死者が発生した。これを境にアーキテクトが役目を終えた。Nodeの大部分がマヒ状態になり「大停電」を起こすところだった、とされる。ヒュペリオンプロトコルの「粛清（英語名はPurge）」モード（「すべての人類とアーキテクトを抹殺せよ」というもの）の内容と深い関連がある。
「終焉」ウイルス
人類をかつて死滅に追いやったウイルス。Ivyによればウイルスと名がついているが「自然に生まれたものではない」という。またNoraによれば「終焉」は古代の人類が残した変わった神経ナノウイルスで、特殊なシグナルの間を移動する。現在もNodeの各地に残っており、「封鎖エリア」として立ち入り禁止区域にされている。西暦2280年のころにはすでに人類の手で研究がされていたようである。なお、前作の「Cytus」の後継である「Cytus α」で追加されたストーリーでも類似のウイルスが登場するが、このつながりについては不明である。
「ホルスの目」
Nora曰く、「一般人が触れることのできない神経ネットワーク空間「OS」に出入りできる能力」のこと。「終焉」ウイルスとの関連性が認められる。NoraとPAFFが使用できることが確認されており、この目を持つものはOS以外にも監視カメラ等で撮っているものを見ることもできるようだ。ただし万人が「同じ能力」をもっているわけではなく、個人によってその性質が異なる場合もある。能力は初めから「開発」されているわけではなく、初めはある程度の「慣れ」が必要とされる。Noraはこの能力を使いすぎてしまい、ほとんど使うことができなくなっている。この能力はストーリーの展開上非常に重要な能力であることが徐々に明らかになってくる。
Ver.3.0以降でもう一人の能力の持ち主が明らかになる。これまで何度も「OS」の中に入り、各人の過去や現在を見ることができた存在─すなわち「プレイヤー自身」である。

### 時系列
Cytus IIのストーリーは、現在の西暦とは異なる暦表記である「新紀元」を用いている。「N.A.」と表記され、西暦よりもはるか未来の暦であることが作中で明らかにされている。iM上の発言にははっきりとした年月日が記されていないが、のちに追加された「OS」上では多くのログにその月日が明記されている。以下では、各出来事を時系列順に並べる。
なお、Ver.4.0よりTimeLineが追加され、ゲーム内でOSログを時系列順に確認することが容易になった。さらに時刻も追加され、同日の出来事に関しても前後関係がわかりやすくなっている。
102年
1月18日…Enforcer、Constructor、Caretakerの三つの型が完成する。
142年
(アーキテクトたちは「ヒュペリオンプロトコル」に基づき、人類復活のための復興工事を日々行なっていた)
?月?日…ユニットOPCI_2501_IVに自我が芽生える。（覚醒）
143年
?月?日…OPCI_2501_IVはOPCI_2501_Vと会話を交わす。
?月?日…OPCI_2404_LとOPCI_2404_IL「Ilka」が会話。半覚醒者のOPCI_2404_Lに対し、「祝福されし者」、「ヒュペリオンプロトコル」などについて説明する。
?月?日…OPCI_2501_IVはIvy、OPCI_2501_VはVanessaと名乗る。その様子をOPCI_2404_IL「Ilka」が発見。
144年
?月?日…IlkaがIvyたちに接触。「復興工事阻止」の計画を持ち掛ける。
?月?日…IlkaがVanessaを助ける。
149年
?月?日…Ilkaの計画が失敗し、Ivyを含む「祝福された者」はshelterから遁走。
484年
5月15日…Raldが執法アーキテクトのOPCII_2052_IIに初めて出会い、修理したおもちゃの車をもらう。
493年
2月17日…ドクター明が初めてCaretaker型アーキテクトOPCII_0217_IXと出会う。
494年
10月7日…Jonasの会社の運輸列車が窃盗被害に遭う。
12月25日…Rinが初めて10号機と会話をする。
495年
1月5日…Rald、Tim、Marcel、OPCII_2052_IIが地下建造物に侵入する。奥の地下都市でViolette、Jillに遭遇する。Alainが死亡。
9月6日…Katsuyaが初めて10号機と会話をする。
11月30日…「祝福されし者」Mauroが10号機と接触する。
12月11日…Katsuyaの兄がアーキテクトに殺害される。
496年
3月3日…ドクター明がOPCII_0217_IXを「ゼロ」と名付ける。
7月20日…Mauroがゼロと接触する。
12月12日…矢澤研究所で火災が発生。Rinの両親が死亡する。
12月29日…Mauroが再び10号機と接触する。
497年
4月3日…Rinが10号機の攻撃を受け、息を引き取る。
4月3日…ドクター明がゼロの攻撃を受け、息を引き取る。
4月4日…10号機がShelter03へ向かい、自らをシャットダウンする。
4月4日…ゼロが「封鎖エリアに行き、自滅せよ」というヒュペリオンプロトコルの指令に従う。
4月4日…「退役事件」によりアーキテクトたちは消失した。
499年
1月1日…A.R.C.創立。
681年
12月9日…Cherryの母Carlyが故障したドローンLE-110の誤射により死亡。
12月9日…Jack Edwardsが封鎖エリアで終焉ウイルスにより死亡。
682年
6月16日…Sagar、母Riyaと共に父Lukaの死を告げられる。
683年
7月9日…ConneRの母Alyxiaが家を出る。
687年
2月27日…Saxonがカフェのごみを漁っていた野良犬にZarkという名前を付け、番犬として飼い始める。
5月13日…古畑慈善機構でKaoriとHayatoが初めて出会う。
6月30日…NEKO#ΦωΦ、森の中にある重要な古代文明遺産に迷い込んでしまう。
10月1日…NEKO#ΦωΦ、下町から引っ越しをする。
688年
9月2日…PhoenixがA.R.C.テクノロジー部門チーフから解任される。
12月24日…Helenaがアルバイトしていたピアノバー「Heaven Note」で行われたシークレットイベントに出演予定だった歌手の代わりに、Aromaが歌を披露する。
689年
6月13日…KouheiとSakuがNode08への移住のことでケンカしてしまう。
690年
3月16日…ConneR、Sashaと出会う。
7月10日…Andrew Woodが死亡。
8月12日…Neko、両親の離婚に伴い、Kouheiと共にNode03からNode08へ転居。
10月25日…Vanessa、Cheetah-02小隊によりA.R.C.に運び込まれる。
11月20日…Phoenixが肉体改造のサンプルを披露し、Ryuと共に「玖凰會（キュウオウカイ）」を立ち上げる。
691年
1月15日…Nora、父親によって土竜に売られ電子烙印を押される。
1月23日…Nora、Kimによって「肢体強化」を施されるが失敗、足が壊死し始める。その後、封鎖エリアに捨てられる。
1月25日…Nora、まる一日封鎖エリアで生き延びたことで実験室に連れられ、両足を切断、一命をとりとめる。
692年
11月18日…KAIとJOEが初めて実際に出会う。
693年
1月29日…AromaがNoahから《Arc Nights》というバーチャル空間に入れる指輪をもらう。そのバーチャル空間内でAmiyaと出会う。
1月29日…Aromaが陸上航空母艦「ロドス」内でKal'tsitとExusiaiに初めて出会う。
3月29日…AromaがMonophonic Entertainmentから契約を持ちかけられる。
5月25日…Cherry、JOE、KAIがバンド名をChristal PuNKに決める。
5月26日…Xenon、Crystal PuNKに加入。
6月13日…ConneR、古代楽器に関する論文を発表。
7月2日…Chrisが8月15日に行われるイベントスケジュールに関するメールをAromaとHelenaのアドレスに送る。
8月14日…Aroma、Helena、Noahがレストランで外食する。
8月15日…AromaはNoahの車でMONOに向かうが、途中でエネルギー車の爆発事故に巻き込まれてしまう。
8月16日…Helenaが目を覚ます。
8月28日…Christal PuNKのライブに、Saxonが観客としてやってくる。
694年
4月20日…Aromaが脳内にある欠片を取り出す手術を受けるも、失敗。脳内の圧迫が悪化。
4月25日…HayatoとKaoriがライブを行う。その後、KaoriがHunterに襲われる。
4月27日…JOE、Cafeの仕事の中で人身売買取引に荷担してしまう。
4月30日…NoahがPhoenixの協力の元、少女の肉体を改造し、記憶をフォーマットする。
5月12日…A.R.C.にて少女の洗脳を示唆するカメラ映像が記録される。
5月15日…Aroma、目を覚ます。
8月1日…Aroma、復学。
9月6日…Christal PuNKのメンバーがCherryの誕生日パーティーをする。CherryがXenonから誕生日プレゼントにクマのネックレスを渡される。
9月8日…Nora、Lamに初めて会う。
10月18日…CherryとXenon、一緒に虹を見る。
695年
3月3日…Nora、ROBO_Head（初号機）を使ってIchiro、Phoenixと初めて会話する。
3月16日…Nora、Phoenixから車いすを与えられる。
6月5日…Aromaの友人のIrisとDanielがAromaの家を訪ねる。
7月19日…Hans、ConneRと共に演奏会を行う。
7月24日…ConneR、Hansにメールを送る。
9月15日…JOE、KAI、Cherry、Xenon、Shannonがゲームセンターに遊びに行く。
11月6日…Hans、ConneRと共にNode47に到着する。
696年
5月10日…Xenonの父Kyleが死亡。妹のShannonが「バーチャルインターネット心的外傷後ストレス障害」になってしまう。
7月5日…Crystal PuNKのバンドメンバーであるKAIがバンド解散による事後処理を担う。
7月13日…JOE、SaxonにCrystal PuNKの解散について話す。
697年
4月6日…ROBO_Head、起動。
4月14日…JOE、Saxonの見舞いに行く。
7月11日…ConneR、5年ぶりに実家に戻る。一家の遺産であるチップを受け取る。
8月19日…JOE、Diegoと会い、取引をする。
698年
3月18日…Fengが息を引き取る。
5月28日…HayatoがNoraの元を訪ね、「南宮薫」の居場所を尋ねる。Noraは「Node 08に、彼女はいる。」と答える。
6月2日…ROBO_Head、Noraと別れNode08へ向かう。NoraがROBO_Headの最高指令を設定し直す。
6月4日…ROBO_Head、Node08にてスタートアップ。
7月26日…ROBO_Head、JOEと初めてiM上でやり取りする。
9月9日…Xenon、JOEと久しぶりに会う。
11月2日…Xenon、Nekoと知り合う。
12月20日…Monophonic EntertainmentにてNekoによるPAFFへの楽曲提供が提案される。
699年
2月14日…KarinがFに初めて出会う。
2月18日…KarinとFが協力関係を結ぶ。
3月23日…FがKarinのためにアバターを作る。
4月1日…KarinとFがPAFFのライブに参加。
4月20日…Neko、SakuとMayuのいるNode03の家に行く。
5月1日…Neko、Monophonic Entertainmentとの契約を解除。
5月16日…Fの消息が分からなくなる。
5月18日…ROBO_HeadとKaf、Kazumaと面会する。
5月20日…Neko、Kouheiから誕生日ケーキをもらう。
5月25日…蒲原プロダクションがバーチャルフェスを開催。一番手がROBO_Headになる。フェス中に「ラプラス」が出現、フェスが中断される。
5月30日…Kaf、行方不明だったFと再会する。
7月1日…Kaf、歌の学校に合格する。
12月23日…Ivy、再起動。
12月25日…Ivy、ロックドーブ（Bo Bo）を罠から救い、助ける。
12月28日…Ivy、ついてきたロックドーブ（Bo Bo）に餌として果物の欠片をやる。
12月30日…SagarらEagle-01が任務中にロックドーブ（Bo Bo）を発見する。
12月30日…Ivy、Shelter32に着く。
12月31日…Eagle-01がShelter32に到着、入り口の障害物を衝撃波シェイカーで破壊する。Ivyが装甲車に残されたBo Boを連れ出そうとするがBrunoに見つかり、逃走してその場を離れる。
700年
1月1日…Eagle-01がNode08に帰還。装甲車の重量の変化に気づくも、原因はわからず。（Ivyが密かに乗っていた？）
1月1日…Ivy、Node08に侵入。
1月2日…Ivy、cyTusの存在を知る。
1月2日…Ivy、JOEZ Cafeの裏口で気を失っているところをJOEの飼い犬Zarkに発見される。JOEが目を離している隙にCafeにあった金を盗み逃走。
1月4日…Ivy、アカデミーに侵入。百科くんで歴史について調べるが、改ざんされていることを知る。同時に、A.R.C.およびLibraryについて知る。
3月16日…Ivy、A.R.C.に侵入。
3月17日…Ivy、A.R.C.内部のLibraryの正体を知る。
6月21日…Ivy、Æsirを創る。
9月18日…「真相大発掘！」という番組内でÆsirについて語られる。
701年
6月28日…Zarkが射殺される。
9月18日…Ivy、Æsirとしてミュージックフェスへの参加を呼び掛けるメールをPAFFへ送信する。
12月14日…ConneR、遺跡N13A448を探索中に何者かにより狙撃される。
12月16日…ConneR、A.R.Cにより義肢と義眼を装着される。
702年
1月18日…Æsir-FESTが開催される。
1月30日…ConneR、Sagarの提案するA.R.C.と提携した研究プロジェクトを引き受ける。
2月5日…ConneR、義眼を眼帯で覆う。
6月11日…Ivy、Nekoとファンの写真に偶然映り込む。
6月28日…Xenon、A.R.C.から犯罪組織の調査を任される。
このあたりで、本編開始。
7月9日…Xenon、差出人不明のメールを受信。
7月12日…ConneR、義肢が故障する。コンサートの誘いを引き受ける。
7月20日…Xenon、ConneRと初めて対面。
7月26日…Xenon、差出人不明のメールを受信。
7月27日…PAFF、7th PAFFCON中に倒れる。来場者らも体調不良を起こす。
7月28日…Xenon、管理局が何らかの隠ぺいをしていることに言及。
7月30日…ConneR、研究プロジェクトの開始を公に公表。
8月7日…Xenon、差出人不明のメールを受信。
8月7日…ConneR、遺産のチップの調査をA.R.C.に依頼。
8月8日…ConneR、Rinと初めて出会う。
8月12日…ROBO_Head、Xenonにメールを送る。
8月16日…Ivy、[I]としてJOEに接触し、信号増幅器を購入。代金を上乗せする（700/01/02のお礼？）
8月17日…ConneR、Rinからチップの分析報告書を受け取る。同時に、真の報告書も盗み取る。
8月23日…Xenon、差出人不明のメールを受信。
8月23日…NEKO#ΦωΦ、実況中に電話に応答。以降消息を絶つ。視聴者らが体調不良を訴える。以後アカウントは使用禁止となった。
8月26日…Ivy、Tower017でViviが転落しそうになったところを救う。人形を拾うが返さずそのままにする。
8月30日…Xenonへの差出人不明のメールから、一連の事件の犯人と思われる人物が解析される。
9月1日…Cherry、Xenonにメッセージを送る。
9月3日…Cherry、Xenonと通話する。
9月6日…Cherry、XenonとJOEZ Cafeで6年ぶりに再会。Æsirとメール上で接触があったことを告白。
9月7日…Xenon、妹のShannonの入院する病院を訪問。
9月8日…Cherry、Xenonの家を訪問。情報分析の後、9月15日に待ち合わせをする。
9月9日…NoahとHelenaがAromaのことで口論になる。
9月9日…PAFF、安定器を外したまま行方不明になる。
9月10日…Cherry、Chrisから15日のイベントスケジュールについてのメールを受け取る。ChrisがPAFFの行方不明について話してしまう。
9月11日…Cherry、Xenonと通話。PAFFの行方不明について話す。
9月15日…Xenon、Æsirについて調べるも、成果なし。そこにイベントリハを抜け出たCherryと出会う。
9月18日…XenonとCherry、廃工場(Factory03)でIvyを発見しパルスガンで射撃。
9月20日…NEKO#ΦωΦ、XenonとCherryの協力により釈放される。同日、損傷したIvyは素体を回収し変換作業を続行する。
9月21日…Xenon、ConneRを連れてFactory03を再び訪れる。
9月23日…ROBO_Head、Node03から発送されたショートメッセージを受信する。
9月25日…Cherry、Shannonの病室を訪れる。
9月26日…Xenon、Hayatoと初めて出会う。
9月26日…Ivy、XenonのA.I.をハッキングする。
9月29日…PAFF、NEKO#ΦωΦの自宅を訪れる。
9月29日…Xenon、母Dorisと共に父Kyleの墓参りをする。
9月30日…JOE、CafeについてXenonに話す。
10月1日…HayatoがJOEと出会い、Kaoriの写真を見せる。
10月7日…PAFF、NEKO#ΦωΦの協力の元、アカデミーの図書館へ侵入する。
10月10日…Cherry、JOEZ Cafeを訪れる。
10月19日…人身売買グループが逮捕される。
10月23日…ROBO_Head、Æsir-FESTの破損データを修復、事件の存在と参加者の記憶がなくなっていることを確認。また、9月23日のメッセージにあった「彼女」がNoraであることを解明。
10月23日…ConneR、Sagarと共にConneRの自宅へ向かう。そこで、父Colinが亡くなる前に残したメッセージ、「心の音」を発見する。
10月25日…Ivy、Vanessaを起動。
10月28日…ROBO_Head、自ら最高指令を強制的に書き替える。
11月1日…Xenon、Æsirとして管理局に逮捕される。
11月2日…ConneR、Xenonの情報をJOEに依頼。
11月2日…Cherry、父親のLuisと面会。そこで、Xenon逮捕のニュースを見る。
11月3日…JOE、売り手とConneRの情報売買を仲介。ConneRからÆsir事件の資料を受け取る。
11月8日…ConneR、囚われのXenonの元へ到達する。
11月13日…Ivy、墓地で老人と出会う。
11月14日…PAFFとNEKO#ΦωΦ、HayatoとVickyに見つかり、逃げる。その様子を通行人に目撃される。
11月14日…PAFFとNEKO#ΦωΦ、NEKO#ΦωΦの家に到着し、NEKO#ΦωΦがKouhei、Yukiko、KentaにPAFFを紹介する。
11月15日…ROBO_Head、Yamadaと共に玖凰會に潜入、その後Noraと再会する。
11月16日…VanessaがIvyからの接続をブロックする。
11月17日…PAFF、JOEと初めて出会う。
11月20日…Xenon、Cherryの電話でNode13にいるConneRと通話する。
11月21日…Cristal PuNKのメンバーがセッションする。
11月21日…ConneR、Sashaと再会する。
11月22日…ROBO_Head、Ichiroと再会する。
11月23日…HayatoとPAFFがFengの墓に行く。
11月26日…Ivy、Sagarを助ける。
11月27日…ROBO_Head、Ichiroに修理してもらう。
11月27日…土竜組員によりIchiro宅が襲撃されるも、Daigoが助けに来る。
11月28日…ROBO_Head、元Noraの部屋に匿われる。
11月29日…ROBO_HeadとNEKO#ΦωΦ、PAFF、Hayatoが出会う。
11月29日…Ivy、Rinと接触。
11月30日…Miku、最後のステージに立つ。
12月2日…CherryとXenon、Noraと出会う。その後、Nora、PAFF、Hayato、NEKO#ΦωΦ、Xenon、Cherryが一堂に会する。
12月2日…Ivy、Rinと接触。
12月6日…Ivy、ハッキングによりアーキテクトのユニットを奪う。
12月9日…Ivy、[I]として再びJOEから信号増幅器を購入しようとするも、断られる。
12月10日…JOEZ Cafeがドローンの襲撃を受ける。
12月15日…Sashaが「心の音」の前の言葉が「穹の核」ということを突き止め、ConneRはこれらがある反テクノロジー団体の暗号であると推定する。
12月15日…玖凰會が急に停電になる。NoraがROBO_Headのコアを使って電源を復旧しようとするも、躊躇ってしまう。
12月15日…Cherry、Xenonに見守られる中、息を引き取る。その後、Xenonが行方不明になる。
12月16日…ConneR、Neumann家に伝わるマイクロチップを通じて謎の映像を見る。
12月16日…Ivy、Rinにメールを送る。
12月17日…ConneR、Sashaと別れる。
12月17日…Rin、Ivyにメールを送る。
12月17日…Sagar、父Lukaの遺体を発見する。
12月17日…ARCI実験ユニットが制御不能になり、無差別攻撃を始める。
12月20日…Ivy、11月13日に墓地で出会った老人の墓前に立つ。
12月21日…Cherryの葬儀が行われる。JOEがXenonに電話とメッセージで連絡を取ろうとするも、返信なし。
12月21日…Ivy、墓地でViViに出会い、花をもらう。
12月24日…ConneR、Noraと初めて出会う。Neumann家に伝わるマイクロチップにとあるアーキテクトの記憶ファイルが保存されていたことを伝える。
12月24日…ConneR、PAFFと初めて出会う。
12月24日…Ivyのメンテナンスが完了する。
12月25日…ViViが姉の墓前に置かれていた人形を見つける。
12月29日…PAFF、一度Helenaのいる家に戻る。チューナー君を置いていく。
12月29日…HayatoがJOEと初めて出会う。
12月29日…Vanessaとの最終対決。